# エクセルヒューマンエイジェンシー
有限会社エクセルヒューマンエイジェンシー（英語表記：Excel Human Agency）は、日本の芸能事務所。所在地は東京都豊島区。
事業内容は、グラビアアイドル・モデル・アーティストのマネージメント・育成・プロモーションなど。
モデル・コンパニオンの派遣も行っている。

## 所属タレント・モデル

### エクセルヒューマンエイジェンシー（タレント事業部）
＜女性タレント＞
- 上條かすみ
- 林澄香
- 高千真穂
- 中谷円香
- 山本美智代
- 佐々木まゆ
- 杉山由紀子
- 榊山登紀子
- 齋藤 雛乃
- あずさ祥子
- 森幹
- 日吉えま

＜男性タレント＞
- 関口裕也
- 柳谷斉
- 植山浩彦
- 天満竜宏

### excel Five（モデル部）
- 石川瑠利子
- 丸山悠美
- 吹越ともみ
- 石田美奈子
- 古田ちさこ
- 斎藤有沙
- 黒澤まさ美
- 三輪沙弥香
- 田畑典子
- 生田佳那
- 中島絢乃
- 黒木みえ

## かつて所属していたタレント
- 壇蜜（フィットワンに移籍）
- 芝崎めぐ
- 上杉智世 - 芸能界を引退
- 葉月ゆめ
- 志崎ひなた
- 桜野みお
- 天野あい
- 相沢早咲（現：小嶋じゅん）
- 石川久美子
- いずみ唯
- 市川優希
- 伊吹悠
- 南川涼子
- 内野くるみ
- 大崎由希
- 華月梨沙
- 河合ヒナ
- 木下ライラ
- 小暮麻子
- 西京舞
- 横井詩織
- 吉川まりな
- 佐伯みなみ
- さくらさくらこ
- 佐々木ちひろ（現：佐々木千尋） - サッカー日本女子代表（なでしこジャパン）監督、佐々木則夫の娘。
- 柴田あいみ
- 白木夏衣
- 菅原あさひ
- 杉野かりん
- 杉原碧
- 鈴原恋
- 下村奈緒子（美容カウンセラー）
- 高橋加奈
- 田口千尋
- 田中ゆみ
- 筒井都
- 高久由莉香
- 高地優名
- 月ヶ洞千晶
- 常盤ゆら
- 夏川マノン
- 七凪さくら
- 葉山綾
- 姫川桃
- 平田真冬
- 廣瀬樹里
- 福居里穂
- 堀ちか
- 三浦東子
- 水沢彩
- 黒木ミウ
- 小林美鈴
- 水野あきえ
- 村岡綾香
- 森有希
- 優木紗和
- 吉用由美
- 柚南みゆき
- ユメイ
- 吉井レイナ
- 吉川真央
- 若菜まい
- 平野杏奈
- 森崎愛
- 水嶋友香
- 一之瀬なぎさ
- 岩田くるみ
- 秋野好美
- 加藤日香留
- 早川由愛
- 美濃部彩夏
- 鮫井有沙
- 佐野彩花
- 雨宮あんな

## かつて所属していたモデル
- ALI
- 阿久津ゆりえ
- 芹川有里
- 前林由佳子
- 下田三咲
- 柳瀬みずき
- 小柳芽衣
- 山本なお
- 浅見由紀子
- 眞野まりあ
- 牧野純
- 原舞美
- 永井陽香
- 蜂矢有紀
- 北嶋ともえ
- 小林瑞希
- 西野ゆかり
- 望月美里 （グリストに移籍）
- 小長谷あやか
- 石渡あゆみ
- 吉田友理
- 佐古衣理奈
- 先崎友香理
- 牧野友美
- 中川理美
- 宇高みお
- 高谷まお